# Harry Lundberger

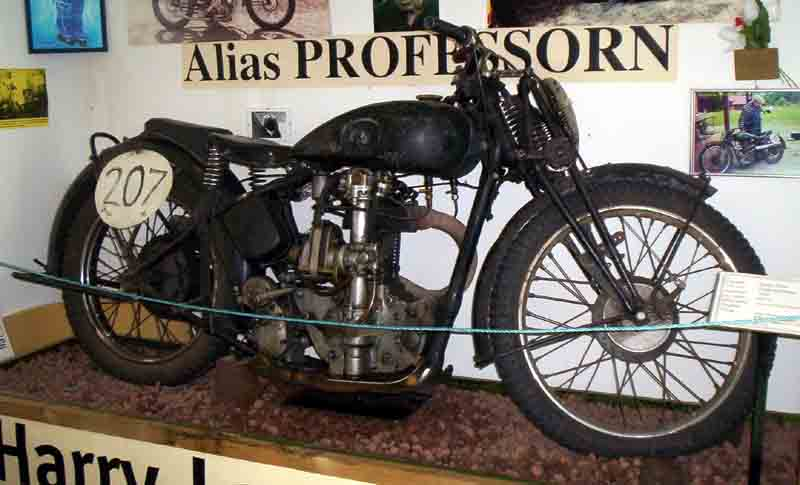
Eiber Special 500 cc som körts av Harry Lundberger

Harry Albert Olof Lundberger, född 18 februari 1918 i Spånga, död 4 mars 2005 i Tensta, även känd som "Professorn" eller "Motorprofessorn". 
Långt tillbaka i tiden var han tävlingsförare på motorcykel. Motorcykelåkningen avtog förvisso med åren, men Harry vek aldrig från sitt intresse. 
Mest känd blev Professorn för sina gedigna kunskaper och sitt fotografiska minne, vilket kom väl till pass på marknader och sammankomster med Veteranfordon. Professorn visste hur det skulle se ut, han glömde inte ett motorrum om han en gång sett det. Satt tändspolen på en gammal Volvo PV444 på fel ställe så såg han det.
Professorn kändes lätt igen på sitt originella utseende, sin klädsel, sin hjälm och sin moped - det vill säga det som många felaktigt trodde var en moped. Hans fordon var en Honda C90, eller en 90-kubiksversion av Honda Super Cub om man hellre kallar den så. Alltså en motorcykel och inte en moped.
Lundberger är begravd på Spånga kyrkogård.